# Spiridon Nikolajewitsch Palausow
Spiridon Nikolajewitsch Palausow (bulgarisch Спиридон Николаевич Палаузов; * 16. Juli 1818 in Odessa, Russisches Kaiserreich; † 17. August 1872 in Pawlowsk, Russisches Kaiserreich) war ein russischer Historiker bulgarischer Herkunft, der die mittelalterliche und moderne Geschichte Bulgariens, Rumäniens, der Tschechischen Republik, Ungarns und Österreichs studiert hat. Er wurde auch als erster bulgarischer Berufshistoriker akzeptiert. 
Sein Vater Nikola Palausow (1776–1853) war Kaufmann in Odessa und ein wichtiger Förderer des bulgarischen Schul- und Kirchenwesen (darunter die erste weltliche Schule, die Gabrowo Gesamtgrundschule) und Aktivist der Bulgarischen Nationalen Wiedergeburt.

## Werdegang
In den Jahren 1832–1840 studierte er am Lycée Richelieu in Odessa und in den Jahren 1840–1843 an den Universitäten Bonn, Heidelberg und München. Am 24. August 1843 verteidigte er seine Dissertation an der Universität München, die der antiken griechischen Wirtschaft gewidmet war. Ab 1844 war er dauerhaft in Moskau, wo er seine berufliche Tätigkeit fortsetzte und zum ordentlichen Mitglied der Kaiserlichen Gesellschaft für russische Geschichte und Altertümer in Moskau (1846) gewählt wurde. Anschließend arbeitete er in der asiatischen Abteilung des Außenministeriums in St. Petersburg und im Bildungsministerium (als Sachbearbeiter mit besonderen Aufgaben). Gleichzeitig widmete er sich intensiven Forschungen, die ihm (zusammen mit seinem jüngeren Zeitgenossen Marin Drinow) den Platz des Begründers der kritischen Richtung in der Entwicklung der Geschichtsschreibung der bulgarischen Wiedergeburg einräumten.
Als Mitglied der Russischen Archäographien Kommission war er an der Herausgabe und Veröffentlichung des monumentalen Korpus mittelalterlicher slawischer Texte beteiligt, das vom russischen Metropoliten Makarij von Moskau (1542–1563) zusammengestellt wurde und als „Große Chetiminei“ bekannt ist.
Sein größtes Verdienst ist die Einführung des Begriffs „Goldenes Zeitalter der mittelalterlichen bulgarischen Kultur“ in die Geschichtsschreibung, wobei seine Studie dem ersten Zar der Geschichte gewidmet ist – „Das Jahrhundert des bulgarischen Zar Simeon“ (1852).

## Werke (russ.)
- Österreich in Zeiten der Revolution 1848 (aus dem Rus. Австрия со времени революции 1848 году), 1850
- Synodik des Zaren Boris (aus dem Rus. Синодик царя Бориса) 1855,
- Südosteuropa im 14. Jhr (aus dem Rus. Юго-Восток Европы в XIV в.) 1857
- Die Union während der Herrschaft von Zar Iwan Assen (aus dem Rus. Уния в царувание-то на Ивана Асеня), Verlag Български книжици, 1858,
- Über die Frage des bulgarischen Patriarchats (aus dem Rus. По вопросу о болгарском патриаршестве), Broschüre, Berlin, 1860
- Ungarn und die zeitgenössische Beziehungen zu Österreich (aus dem Rus. Венгрия в современных её отношениях к Австрии), 1861
- Die rumänische Herrschaft in Moldawien und Walachai (aus dem Rus. Румынские господарства Молдавия и Валахия), 1859
- Die Reform und katholisches Reaktion in Ungarn (aus dem Rus. Реформы и католическая реакция в Венгрии), 1860
- Die Verbreitung des Christentums in Bulgarien (aus dem Rus. Распространение христианства в Болгарии)
- Anläßlich 1000 Jahre Christentum in Bulgarien (aus dem Rus. по поводу 1000-летия христианства в Болгарии) In.: Чтение в Слав. Благотвор. Комитет, 1870
- Die Bulgarische Handschriften des 14. Jhr. (aus dem Rus. Болгарская рукопись XIV века, найденная в Тернове)